# Dictyosoma
Dictyosoma is een geslacht van straalvinnige vissen uit de familie van stekelruggen (Stichaeidae).

## Soorten
- Dictyosoma burgeri van der Hoeven, 1855
- Dictyosoma rubrimaculatum Yatsu, Yasuda & Taki, 1978